# Syngonium armigerum
Syngonium armigerum är en kallaväxtart som först beskrevs av Paul Carpenter Standley och Louis Otho Otto Williams, och fick sitt nu gällande namn av Thomas Bernard Croat. Syngonium armigerum ingår i släktet Syngonium och familjen kallaväxter. Inga underarter finns listade.